# Juan Pablo Vega
Juan Pablo Vega (Bogotá, 26 de septiembre de 1985) es un cantautor, guitarrista, arreglista y productor musical colombiano, nominado como Mejor Nuevo Artista en la 15.ª entrega anual de los Premios Grammy Latinos y ganador del premio Grammy Latino como productor del álbum debut del también cantautor colombiano Manuel Medrano.
Su primer álbum, Nada Personal, tuvo éxito comercial y buenas críticas en Colombia y México. Sus colaboraciones con otros artistas incluyen duetos con Caloncho y Mariel Mariel. Es considerado uno de los principales representantes de la nueva escena de pop colombiano. Como productor ha trabajado con artistas que incluyen a Monsieur Periné, Manuel Medrano, Esteman, Paula Arenas, Santiago Cruz y Vicente García, entre otros.
Como guitarrista, arreglista y compositor, Juan Pablo Vega ha trabajado en álbumes de Mike Bahía, Morat, Greeicy, Danna Paola, Esteman, Piso 21, Oh'laville, Diamante Eléctrico, Santiago Cruz, Manuel Medrano, Irepelusa, Marwan, Anakena entre otros artistas.

## Biografía
Nació en Bogotá, Colombia, en el seno de una familia orientada al trabajo en la música. Desde pequeño se inclinó por la guitarra y en su adolescencia fue un aficionado al metal. Al terminar su educación básica entró a estudiar Comunicación Social y Periodismo en la Universidad de la Sabana, pero decidió retirarse y dedicar todo su tiempo a la música.
Juan Pablo Vega participó en los procesos de producción de álbumes para Esteman, Alejandro Sanz, Alejandro Fernández, Debi Nova, Ximena Sariñana y Manuel Medrano entre otros artistas. A finales de la década pasada, Juan Pablo Vega empezó a realizar sus primeras producciones para artistas locales bogotanos que luego se convertirían en una generación de músicos consagrados y exitosos por fuera del país, como Monsieur Periné, Paula Arenas y Esteman .6
En 2013, publica su primer álbum como solista – Nada Personal –, este disco le abrió las puertas de la radio en Colombia, lo llevó a abrir conciertos para artistas como Natalia Lafourcade y a embarcarse en una gira por las principales ciudades de México, compartiendo tarima con artistas alternativos mexicanos como Caloncho, Siddharta y Paulino Monroy. El logro más importante del álbum, sin embargo, sería la nominación como Mejor Nuevo Artista en los Premios Grammy Latinos de 2014.6
En 2016, editó Vicio, un EP que incluye tres canciones y que cuenta con la participación de la artista chilena Mariel Mariel. En la 17.ª entrega de los Premios Grammy Latinos, el álbum debut de Manuel Medrano – producido por Vega – ganó los dos premios para los que estaba nominado, en las categorías de Mejor Álbum de Cantautor y Mejor Nuevo Artista.
En 2018 firma contrato con la disquera Warner Music México, una de las disqueras más importantes en América Latina. Siendo Conexion (2019), su primer EP lanzado bajo el nuevo sello discográfico, en ese mismo año también se destaca su colaboración con la banda bogotana de rock Oh'laville, en su canción "En el mar", la cual se posicionó como #1 varios meses en las listas de rock en Colombia. Actualmente, está firmado por el sello discográfico Discos De La Piña, uno de los sellos independientes con mayor proyección en Latinoamérica.
En mayo de 2021 Vega lanza su segundo álbum de estudio titulado “Juan Pablo Vega”. Este disco homónimo (el primero de larga duración con el sello Warner) cuenta con 10 canciones, entre ellas varios sencillos lanzados en 2020 ("Eso que me das" con Esteman, "Dembow", "El Vacile del Tío", "Apagar la Luz", "Joderlo Todo", "Ojos Tristes" con Karin B, "Lo Volvería", " Dejarnos Ir" con Vanessa Zamora) y dos temas inéditos: “Prófugos” en colaboración con la cantante colombiana Mabiland y “Matando” junto al cantautor de origen español Vic Mirallas, siendo este último el corte promocional que presenta el álbum completo. Este disco logra integrar los sonidos que más caracterizan a Juan Pablo Vega como artista, entre ellos están: el R&B, el pop, el groove, el indie, el funk y el reggae. 
Sus principales influencias son : Depeche mode, UB40, los cafres, Bob Marley, Eric Clapton, Sting, Fito Páez y Primus.

## Discografía
- 2013: Nada Personal
- 2016: Vicio (EP)
- 2017: Las Olas (EP)
- 2019: Conexión (EP)
- 2021: Juan Pablo vega
- 2023: Despídeme de Todxs
- 2024: Nada Personal (Aniversario 10 Años)

## Premios y reconocimientos

### Como Artista
| Año  | Premio                     | Nominación                     | Categoría                       | Resultado |
| ---- | -------------------------- | ------------------------------ | ------------------------------- | --------- |
| 2013 | Premios Shock de la Música | Juan Pablo Vega                | Mejor Nuevo Artista Alternativo | Ganador   |
| 2014 | Premio Grammy Latino       | Juan Pablo Vega                | Mejor Nuevo Artista             | Nominado  |
| 2020 | Premios Nuestra Tierra     | Juan Pablo Vega                | Artista alternativa / Rock      | Nominado  |
| 2021 | Premios Nuestra Tierra     | Eso que me das (feat. Esteman) | Canción alternativa / Rock      | Nominado  |
| 2021 | Premios Nuestra Tierra     | Juan Pablo Vega                | Artista alternativa / Rock      | Ganador   |
| 2023 | Premio Grammy Latino       | Juan Pablo Vega                | Mejor Álbum Pop - Rock          | Nominado  |

### Como Productor
| Año  | Premio       | Categoría                         | Artista                          | Resultado |
| ---- | ------------ | --------------------------------- | -------------------------------- | --------- |
| 2016 | Latin Grammy | Mejor Álbum de Música Alternativa | Esteman                          | Nominado  |
| 2016 | Latin Grammy | Mejor Álbum Cantautor             | Manuel Medrano                   | Ganador   |
| 2019 | Latin Grammy | Productor Del Año                 | Juan Pablo Vega, Ximena Sariñana | Nominado  |